# Стационе Анверза-Вилалаго Скано (Л'Аквила)
Стационе Анверза-Вилалаго Скано (итал. Stazione Anversa-Villalago Scanno) је насеље у Италији у округу Л'Аквила, региону Абруцо.
Према процени из 2011. у насељу је живело 18 становника. Насеље се налази на надморској висини од 462 м.